# Jheri Redding
Jheri Redding, född 2 mars 1907 som Robert William Redding, död 15 mars 1998 (91 år gammal), var en amerikansk hårfrisör, kemist, entreprenör för vårdsprodukter och affärsman. Redding är mest känd för att ha skapat en frisyr uppkallad efter honom, Jheri curl.

## Fotnoter
1. 1 2  Find a Grave, Find A Grave-ID: 6179593, läs online, läst: 9 oktober 2017.[källa från Wikidata]